# Córas Iompair Éireann

Logo des Unternehmens

Córas Iompair Éireann (CIÉ) (Aussprache: [ˈkoːɾɘs ˈimpɘɾʲ ˈeːɾʲɘn], irisch für „Transportsystem Irlands“) ist der Name des staatlichen Verkehrsunternehmens der Republik Irland.

## Tochtergesellschaften
- Iarnród Éireann, ist das wichtigste Eisenbahnverkehrsunternehmen des Landes
- Bus Éireann, ein Überlandbusunternehmen
- Dublin Bus, ein städtisches Busunternehmen
- CIÉ Tours International Incorporated, ein Reiseveranstalter mit Sitz in den Vereinigten Staaten

## Geschichte
Die CIÉ wurde 1945 als Nachfolger der Dublin United Transport Company (DUTC) gegründet. Der Unternehmenssitz ist Dublin.
In Dublin unterhielt CIÉ ein eigenes Werk mit etwa 300 Beschäftigten, wo u. a. die Aufbauten für die Omnibusse des Verkehrsunternehmens gefertigt wurden. Dieses Werk wurde Anfang der 1970er Jahre dem belgischen Busbauer Van Hool angeboten, hier sollten für fünf Jahre weiter Busse für die CIÉ auf Fahrwerken von Leyland aufgebaut werden. 1972 gründete Van Hool zusammen mit dem irischen Karosseriebauer Thomas McArdle Ltd. aus Dundalk ein Unternehmen (Joint Venture), das dort mit den vorhandenen Beschäftigten auch weiter Busaufbauten für die CIÉ herstellte. Von einem 1974 vorgestellten Einmann-Doppeldeckerbus-Prototyp auf Leyland Atlantean AN-68-Fahrgestell wurden 500 Exemplare von CIÉ bestellt, außerdem 129 Eindeck-Linienbusse, 120 Schulbusse und 64 Reisebusse. Da die Fahrgestell-Lieferungen von Leyland aufgrund von zahlreichen Streiks in England und anderen Unzuverlässigkeiten zu dieser Zeit stockten, wurde mit Volvo ein alternativer Hersteller gefunden, deren Fahrgestelle über den schottischen Volvo-Vertriebspartner Ailsa bezogen wurden. Nach Ende des Fünf-Jahres-Vertrags endete das Gemeinschaftsunternehmen.
Ende der 1970er Jahre entwickelte die FFG Fahrzeugwerkstätten Falkenried, ein Tochterunternehmen der Hamburger Hochbahn (HHA), eine neue Omnibusfamilie für die CIÉ (Eindecker-Stadtbus, Überlandbus, Doppeldeckerbus und Schulbus), deren Prototypen sie 1980/1981 auch fertigte. Die Serienfertigung dieser Busse erfolgte ab 1980 bis Mitte der 1980er Jahre bei der GAC Ireland Ltd (zunächst noch mit Beteiligung von Bombardier) in einer ehemaligen Piano-Fabrik in Shannon mit Antriebskomponenten anderer Hersteller (Motoren z. B. zunächst von Detroit Diesel, ab 1983 von Cummins). GAC Ireland war ein Tochterunternehmen der US-amerikanischen General Automotive International Corporation.
Im Jahr 1987 wurde CIÉ in eine Holdinggesellschaft umgewandelt und es wurden drei operative Gesellschaften (Iarnród Éireann, Bus Éireann und Dublin Bus) gegründet.